# 이치리즈카

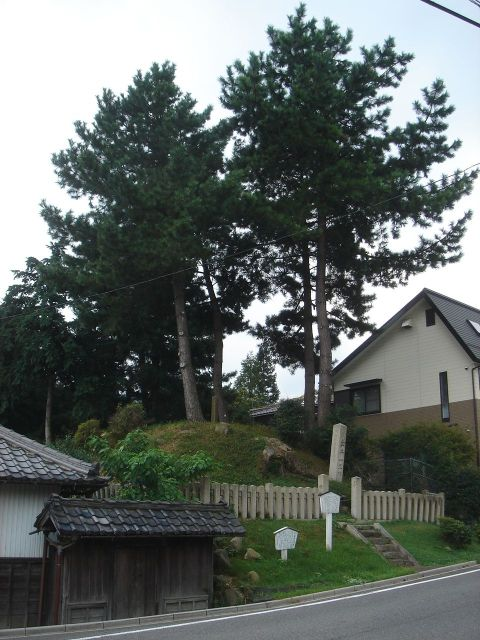
다루이 이치리즈카

이치리즈카(일본어: 一里塚)란 큰 대로 변에 1리(4km)마다 여행자들의 이정표로 나무를 심었다.
원래는 중국이 기원으로 회화나무를 심어 이정표로 삼거나 표식을 세워거나 났다. 당시 중국의 1리는 약 500m이다.
일본에서는 헤이안 시대 말기 오슈 후지와라 가문(藤原氏)이 시라카와 관문부터 무쓰 만에 이르는 길에 이정표를 세운 것이 시초라고 한다. 무로마치 시대 잇큐 소준이 “가도마쓰는 저승 여행의 이치리즈카 경사스럽기도 하고 아니기도 하다(門松は冥土の旅の一里塚 目出度くもあり目出度くもなし)”라는 시를 읊었다.
이치리즈카가 전국적으로 조성된 것은 에도 시대에 와서부터이다. 1604년 3월 4일, 에도 막부는 니혼바시를 기점으로 전국 가도에 이치리즈카를 조성하도록 지령을 내린다. 이치리즈카 조성은 오쿠보 나가야스의 진두지휘 속에서 행해졌고, 10년이 지난 후에 끝이 난다. 이치리즈카에는 풍게나무 등의 나무가 심어졌으며, 이는 여행자들이 나무 그늘에 쉴 수 있도록 배려한 것이다. 현재 남아있는 이치리즈카는 도로 한쪽에 치우쳐 있지만, 원래는 도로 양가에 조성된 것이 본래의 모습이다.

## 이치리즈차의 수종
일반적으로 풍게나무를 많이 심었다. 19세기 말에 조사한〈숙촌대개장(宿村大概帳)〉에 따르면 풍게나무가 가장 많고, 다음으로 소나무가 1/4보다 많이 조성되었다. 그 다음이 삼나무로 1할미만이었다. 그 밖에도 밤나무, 벚나무, 전나무, 떡갈나무 등을 심었다.

## 같이 보기
- 가도 (도로)
- 참근교대